# 羽前大山站
羽前大山站（日语：／ Uzen-Ōyama eki */?）是位於山形縣鶴岡市大山一丁目1番1號，東日本旅客鐵道（JR東日本）的羽越本線車站。

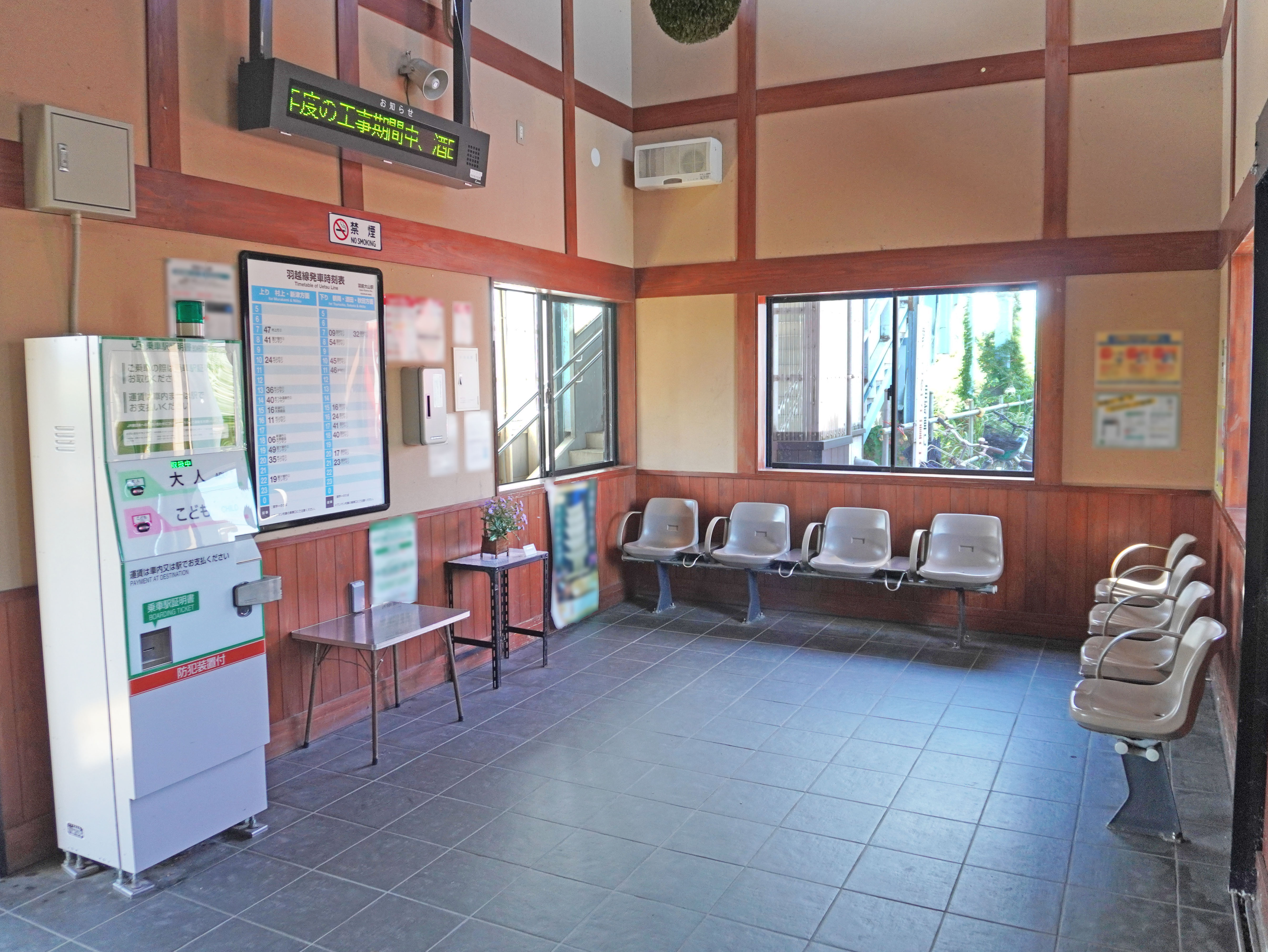
車站內部（2022年9月）

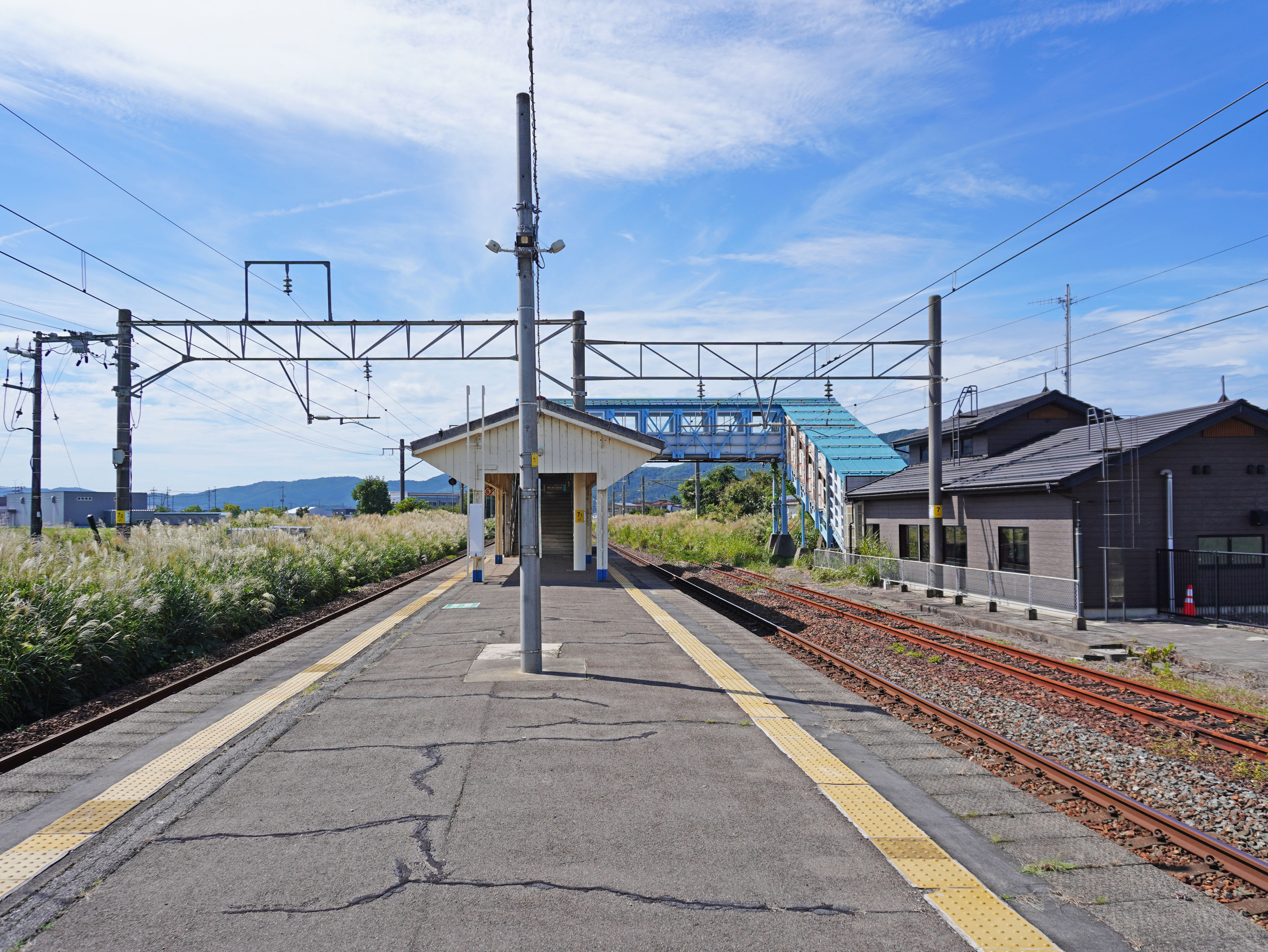
月台（2022年9月）

## 歷史
- 1919年（大正8年）12月5日：國鐵陸羽西線鶴岡至此站之間開業，此站啟用。
- 1922年（大正11年）5月22日：陸羽西線此站至羽前大山之間開業。
- 1924年（大正13年）7月31日：陸羽西線余目至鼠關站之間編入至羽越線。
- 1925年（大正14年）11月20日：隨著支線與赤谷線啟用，羽越線改名為羽越本線。
- 1972年（昭和47年）9月1日：終止貨物起卸業務。成為旅客車站。
- 1981年（昭和56年）4月1日：成為業務委託車站。
- 1984年（昭和59年）2月1日：終止行李起卸業務。
- 1985年（昭和60年）3月14日：成為簡易委託車站。
- 1987年（昭和62年）4月1日：伴隨國鐵分割民營化，車站由東日本旅客鐵道（JR東日本）營運。
- 2011年（平成23年）1月23日：車站大樓翻新完成。
- 2013年（平成25年）4月1日：成為無人車站。

曾經站設有前往三菱礦業油戶煤礦的專用線，後來1957年（昭和32年）因礦場關閉而廢止。

## 車站構造
本站是地面車站，設有1面2線的島式月台。車站大樓與月台之間設有跨線橋連接。此站是由酒田站管理的無人車站。站內設有簡易型自動售票機。

### 月台

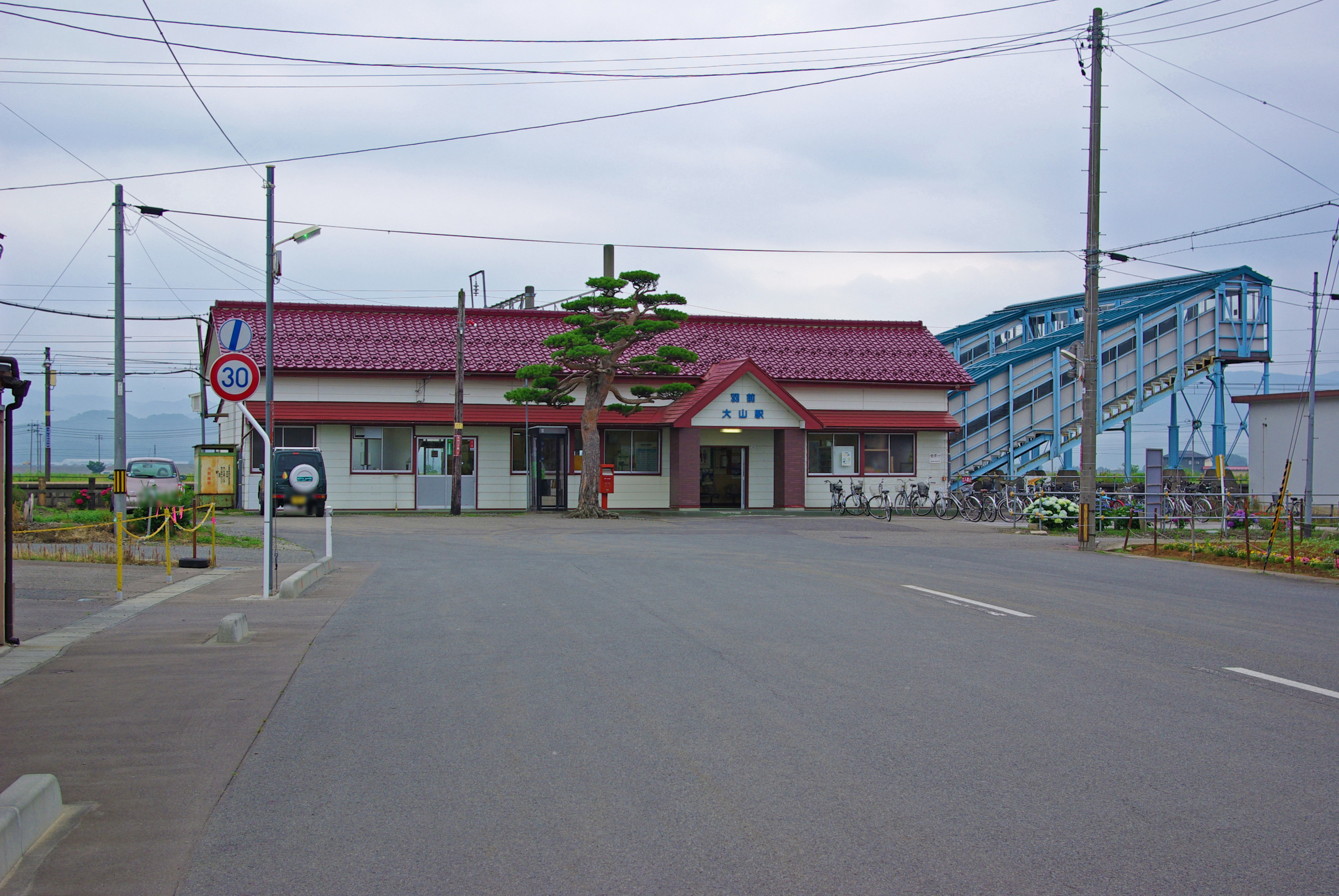
舊站房(2009年7月)

| 月台 | 路線      | 上下行 | 方向                 |
| ---- | --------- | ------ | -------------------- |
| 1    | ■羽越本線 | 下行   | 鶴岡、酒田、秋田方向 |
| 2    | ■羽越本線 | 上行   | 村上、新津方面       |

參考：
- 舊站房(2009年7月)

## 使用狀況
根據「JR東日本」和「鶴岡市統計書」資料，以下列出乘車人次：
| 年度                | 1日平均 乘車人次 | 1年總 乘車人次 |
| ------------------- | ---------------- | -------------- |
| 1965年（昭和40年）  | 1,088            |                |
| 1970年（昭和45年）  | 1,000            |                |
| 1975年（昭和50年）  | 894              |                |
| 1989年（平成0元年） |                  | 177,800        |
| 1990年（平成02年）  |                  | 168,300        |
| 1991年（平成03年）  |                  | 165,300        |
| 1992年（平成04年）  |                  | 151,500        |
| 1993年（平成05年）  |                  | 146,000        |
| 1994年（平成06年）  |                  | 143,000        |
| 1995年（平成07年）  |                  | 141,800        |
| 1996年（平成08年）  |                  | 128,600        |
| 1997年（平成09年）  |                  | 119,100        |
| 1998年（平成10年）  |                  | 68,200         |
| 1999年（平成11年）  |                  | 68,700         |
| 2000年（平成12年）  | 169              | 61,800         |
| 2001年（平成13年）  | 169              | 61,500         |
| 2002年（平成14年）  | 144              | 52,600         |
| 2003年（平成15年）  | 139              | 50,800         |
| 2004年（平成16年）  | 146              | 53,400         |
| 2005年（平成17年）  | 135              | 49,300         |
| 2006年（平成18年）  | 117              | 42,800         |
| 2007年（平成19年）  | 98               | 35,900         |
| 2008年（平成20年）  | 87               | 32,000         |
| 2009年（平成21年）  | 92               | 33,900         |
| 2010年（平成22年）  | 89               | 32,600         |
| 2011年（平成23年）  | 100              | 36,600         |
| 2012年（平成24年）  | 95               | 34,700         |

## 車站周邊
- 大山郵局
- 善寶寺（日语：善寳寺）
- 鶴岡觀光圓形巴士（加茂路線）「羽前大山站」巴士站

## 相鄰車站
東日本旅客鐵道
■羽越本線
羽前水澤－羽前大山－（西鶴岡信號站）－鶴岡

## 注腳

### 使用狀況
1. ↑  鐵道統計年報昭和40年版p102　新潟鐵道管理局
2. ↑  鐵道統計年報昭和45年版p90-91　新潟鐵道管理局
3. ↑  鐵道統計年報昭和50年版p64-65　新潟鐵道管理局
4. 1 2 3 4 5 6 7 8 9 10 11 12 13 14 15 16 17 18 19 20 21 22 23 24   (PDF). 平成24年版 鶴岡市の統計書. 鶴岡市: 107. 2014-01  [2019-02-26]. （原始内容 (PDF)存档于2019-02-26） （日语）.
5. ↑  . 東日本旅客鉄道.   [2019-02-26]. （原始内容存档于2018-02-13） （日语）.
6. ↑  . 東日本旅客鉄道.   [2019-02-26]. （原始内容存档于2019-04-02） （日语）.
7. ↑  . 東日本旅客鉄道.   [2019-02-26]. （原始内容存档于2019-04-02） （日语）.
8. ↑  . 東日本旅客鉄道.   [2019-02-26]. （原始内容存档于2019-04-02） （日语）.
9. ↑  . 東日本旅客鉄道.   [2019-02-26]. （原始内容存档于2019-04-02） （日语）.
10. ↑  . 東日本旅客鉄道.   [2019-02-26]. （原始内容存档于2017-08-08） （日语）.
11. ↑  . 東日本旅客鉄道.   [2019-02-26]. （原始内容存档于2019-03-27） （日语）.
12. ↑  . 東日本旅客鉄道.   [2019-02-26]. （原始内容存档于2017-08-08） （日语）.
13. ↑  . 東日本旅客鉄道.   [2019-02-26]. （原始内容存档于2019-04-02） （日语）.
14. ↑  . 東日本旅客鉄道.   [2019-02-26]. （原始内容存档于2019-04-02） （日语）.
15. ↑  . 東日本旅客鉄道.   [2019-02-26]. （原始内容存档于2016-03-27） （日语）.
16. ↑  . 東日本旅客鉄道.   [2019-02-26]. （原始内容存档于2019-04-02） （日语）.
17. ↑  . 東日本旅客鉄道.   [2019-02-26]. （原始内容存档于2019-04-02） （日语）.

## 外部連結
- 車站資訊（羽前大山）：東日本旅客鐵道（日語）